# Vincent Rose
Vincent Rose född 13 juni 1880 i Palermo Italien död 20 maj 1944 i Rockville Centre New York USA, amerikansk kompositör, orkesterledare och musiker (piano, violin).

## Sånger
- "Whispering" (1920)
- "Avalon (1920)
- "Linger Awhile" (1923)
- "Blueberry Hill" (1940)